# 李承祜
李承祜（1905年—1995年），男，安徽枞阳人，中国生药学家、教育家，曾任中国人民解放军第二军医大学教授、博士生导师。